# Tom Mankiewicz
Thomas Francis Mankiewicz (Los Ángeles, California, Estados Unidos; 1 de junio de 1942 - Idem, 31 de julio de 2010) fue un guionista, director y productor de cine y la televisión, quizás más conocido por su trabajo en las películas de James Bond y sus contribuciones a Superman: la película y la serie de televisión Hart to Hart.